# Ernst Dietrich Anton von Droste zu Füchten
Ernst Dietrich Anton von Droste zu Füchten (* 1681; † 1. September 1731 auf Haus Füchten) war von 1728 bis 1731 Landdrost des Herzogtums Westfalen.

## Familie
Er entstammte einer Nebenlinie der Droste zu Erwitte und war der Sohn von Caspar Dietrich von Droste zu Füchten und der Mutter Catrin Elisabeth von und zu Niehausen. Er selbst heiratete Ursula Sybilla von Plettenberg-Lenhausen, Tochter des Johann Adolph von Plettenberg (1655–1696) und Franziska Theresia von Wolff-Metternich zur Gracht. Sein Erbe war der Sohn Friedrich Wilhelm von Droste. Friedrich Ferdinand war Domherr in Münster. Caspar Ferdinand war ebenfalls Domherr sowie Generalvikar und Hofkammerpräsident in Münster. Maria Magdalene Anonetta war zunächst Stiftsdame in Nottuln und heiratete später Franz Wolfgang von Boeselager. Die Tochter Clare Regine Adriane heiratete Joseph Clemens von Plettenberg. Ursula Sophie heiratete Ernst Friedrich von Ascheberg.

## Leben
Er war kurkölnischer Kammerherr sowie adeliger Rat und Deputierter der Landständen im Herzogtum Westfalen. Er war ab 1730 auch Drost des Amtes Werl. Von 1728 bis 1731 war er als Landdrost höchster Repräsentant der Landstände und gleichzeitig Vertreter des Erzbischofs von Köln in dessen Eigenschaft als Landesherren des Herzogtums.
Zusammen mit seiner Frau ließ er 1726 den Kapellenflügel von Haus Füchten erbauen.
Er starb plötzlich an einem Schlaganfall.